# Öbacka
Öbacka kan också syfta på staden Härnösand, ett smeknamn från Ludvig Nordströms böcker.
Öbacka är ett bostadsområde i Umeå som sträcker sig längs Umeälvens norra strand från Kyrkbron och Konstnärligt campus till lasarettsområdet, inom stadsdelen Öst på stan.
Stadsplanen för Öbacka ritades huvudsakligen efter ett förslag av Ralph Erskine, som vunnit idétävling 1979.

## Öbacka strand
Öbacka strand är ett bostadsområde med drygt 700 lägenheter i den sydöstra delen av Öbacka , i huvudsak byggt åren 2009–2015 på en smal remsa mellan Umeälven och Holmsundsvägen/järnvägen och angränsande till den år 2010 öppnade järnvägsstationen Umeå Östra.
Ytterligare byggnationer planeras i området närmast Östra station.

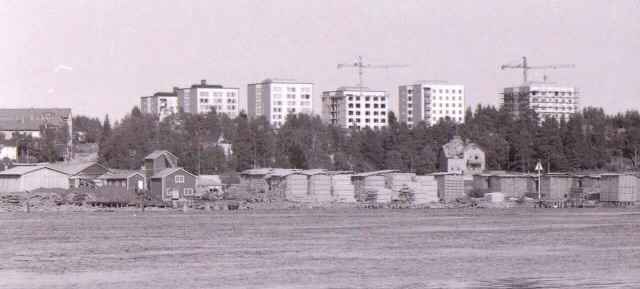
Öbacka sågverk, tidigt 1960-tal.

Området var under första halvan av 1900-talet ett industriområde – från Umeå träsliperi i väster till Bowaters sågverk i öster (nedströms) – men blev senare en del av Öbackaparken. Exploateringen har motiverats med närheten till älven och de stora, närbelägna arbetsplatserna Umeå universitet och Norrlands universitetssjukhus. 
Befarade störningar från bil-, tåg- och flygtrafik (inte minst helikoptertransporter till och från sjukhuset) har styrt utformningen av bostadsområdet, som domineras av punkthus och lamellhus med slutna fasader och garagelängor mot järnvägen i öster, men glasade fasader och balkonger mot älvssidan, där Strandpromenaden förlängts från centrala staden ut mot Strömpilens handelsområde.
Mitt i området har den tidigare kulverterade Djupbäcken grävts fram, och invid denna har parken Djupbäcksterassen anlagts. Åren 2016–2017 anlades ännu en parksträcka, Öbacka strandpark, längs Strandpromenaden.

## Bildgalleri

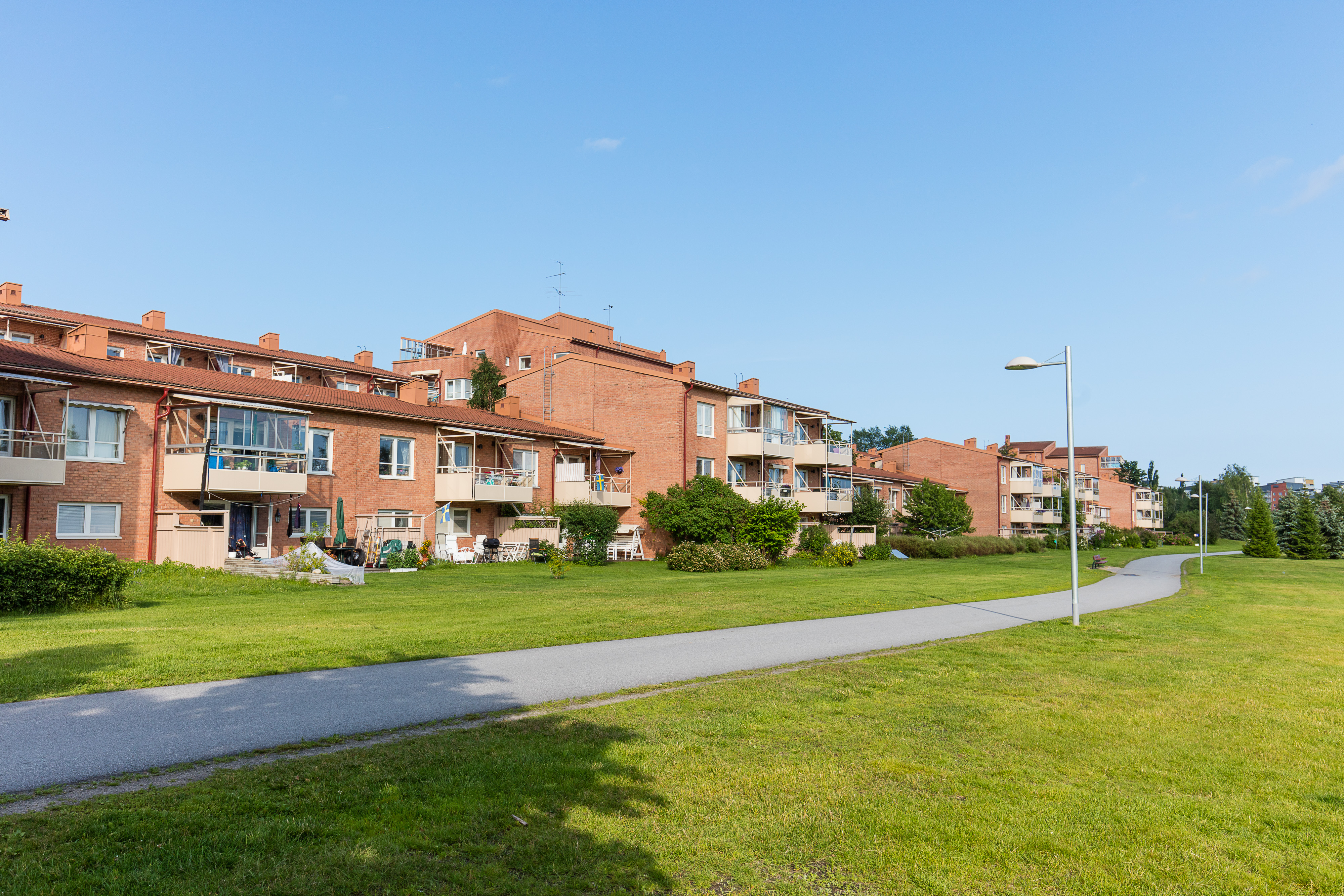
Kedjehus vid Öbackaparken.
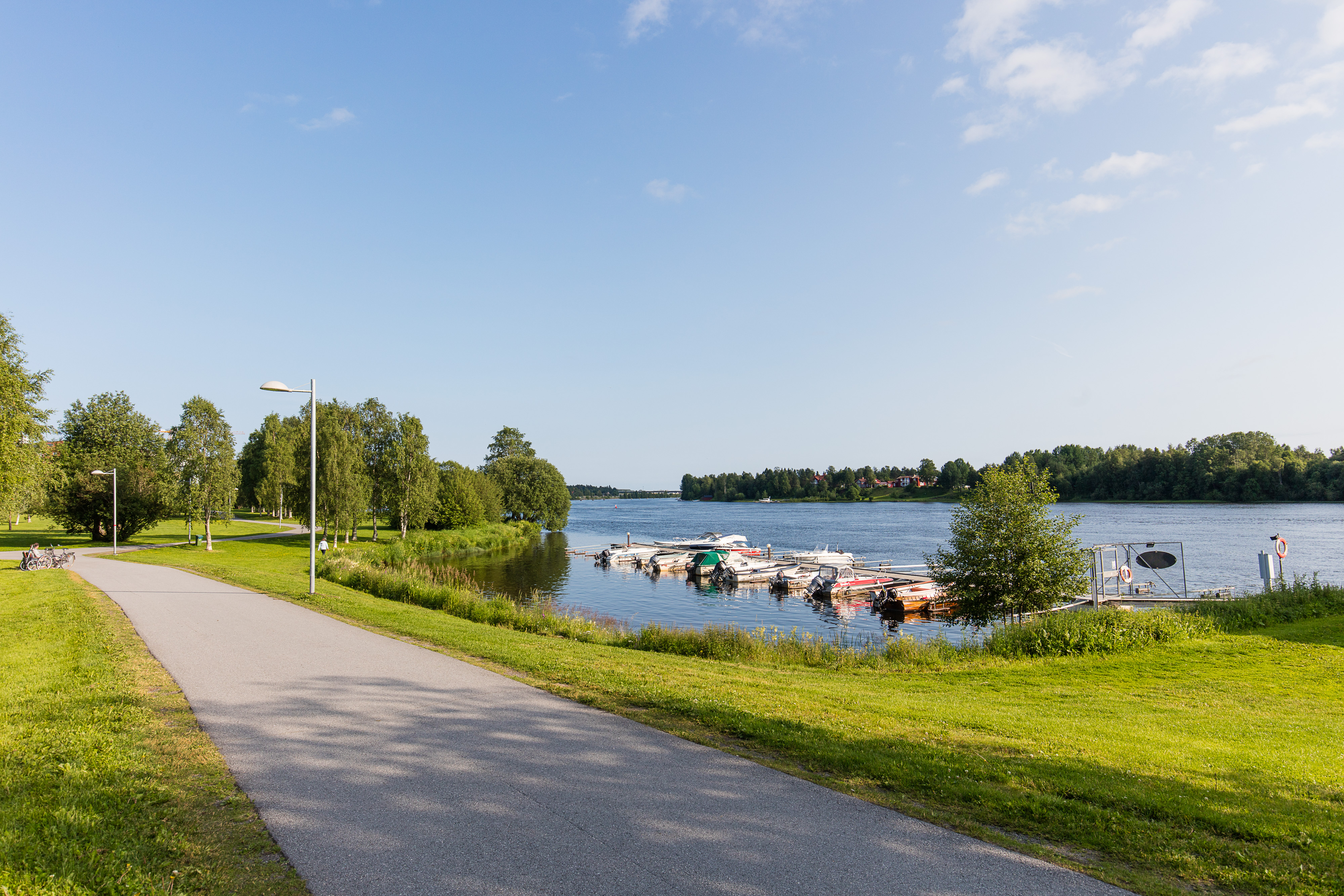
Öbacka småbåtshamn.
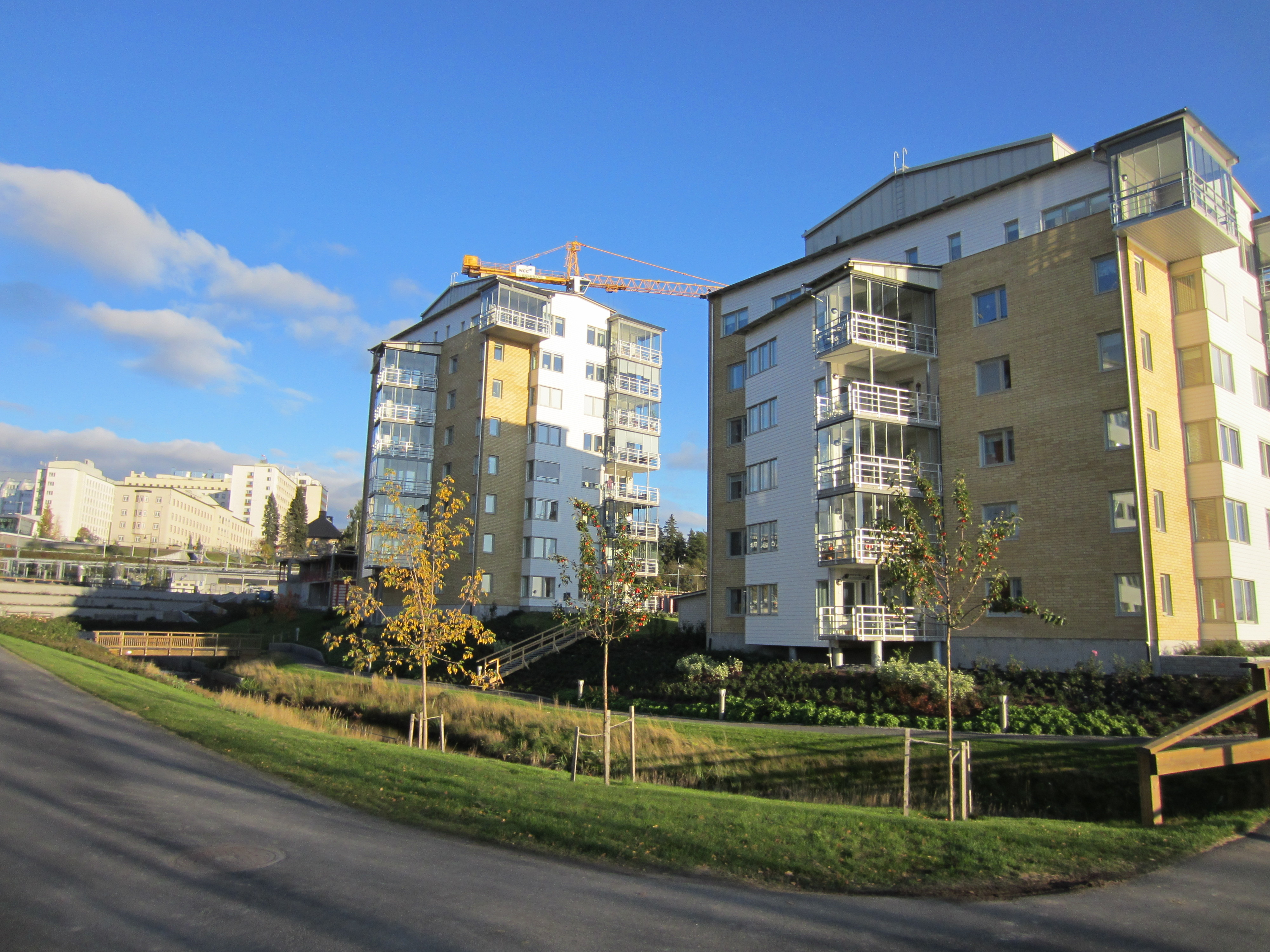
Öbacka strand byggs, hösten 2011.
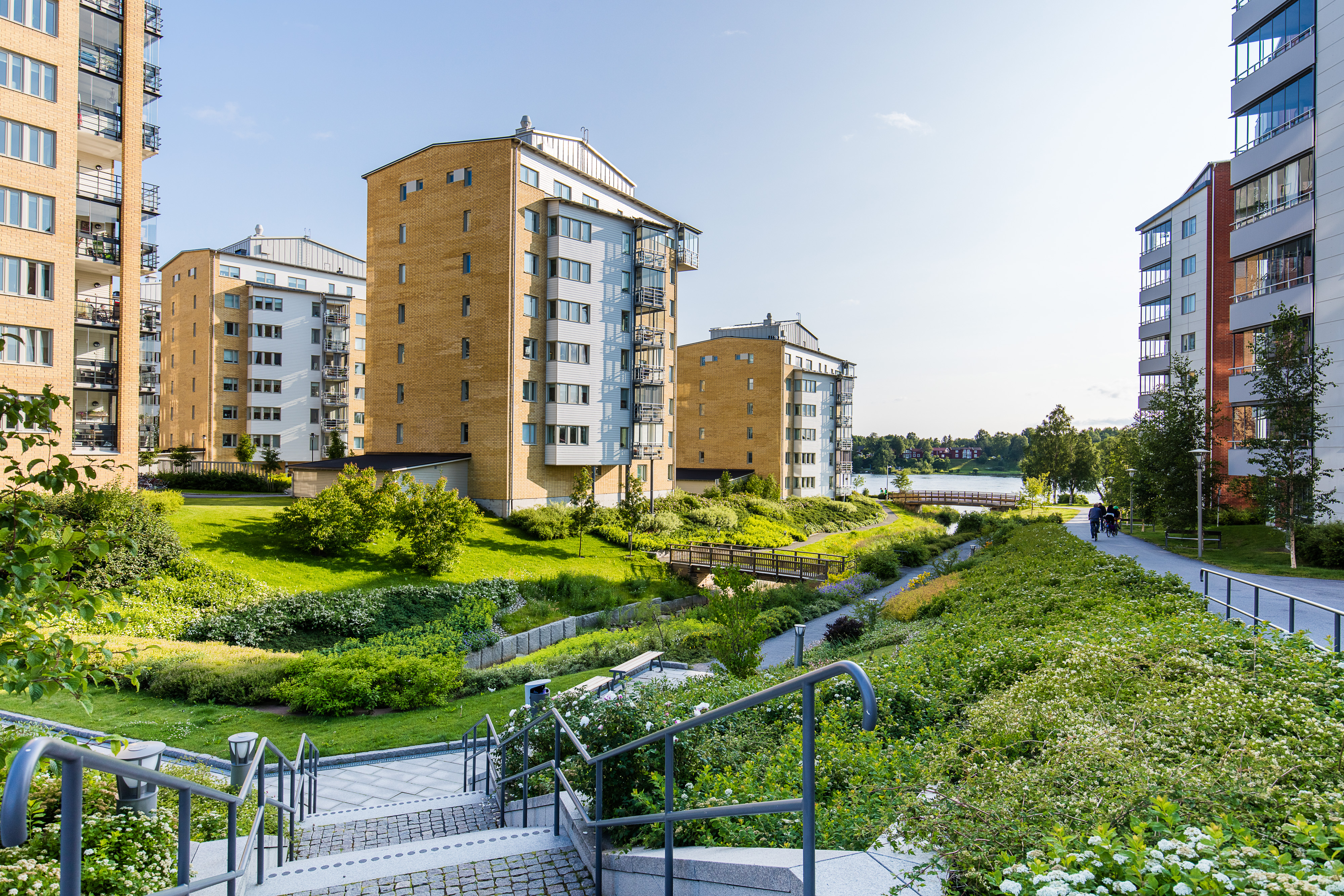
Öbacka strand, 2015.